# 點斑棘桿鮠
點斑棘桿鮠，為輻鰭魚綱鯰形目項鰭鯰科的其中一種，為熱帶淡水魚類，分布於南美洲北部大西洋沿岸淡水流域，體長可達4.5公分，棲息在沙底質、水流快速的溪流底層水域，以昆蟲等為食，生活習性不明。

## 扩展阅读
維基物種上的相關：點斑棘桿鮠